# Torre Bahona

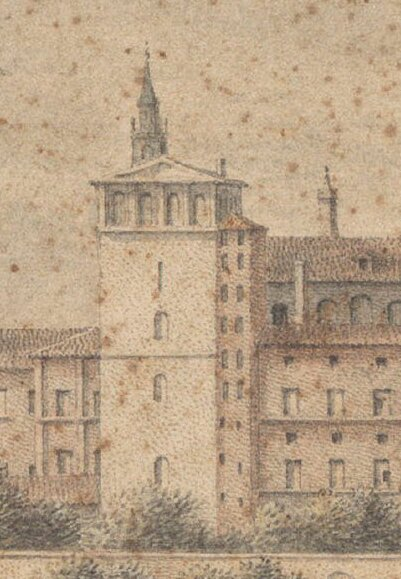
La torre, desde su lado norte, detalle de un dibujo de principios del.

La Torre Bahona (también conocida en el siglo XVI como Torre de la Reina) fue una estructura del desaparecido Alcázar de Madrid, situada en su ángulo noreste.

## Historia
Fue construida como parte de la ampliación del Alcázar de Madrid encargada por Carlos I a Luis de Vega y Alonso de Covarrubias a mediados del siglo XVI. Esta ampliación formaba parte de un conjunto de reformas y supuso la formación de un nuevo patio al este del patio del rey, el flamante patio de la reina. Alrededor de este se disponía el cuarto de la reina en el primer piso. En el ángulo nororiental de la reforma se alzó la Torre Bahona, posiblemente asentada parcialmente sobre la antigua muralla musulmana de Madrid. Precisamente en ese lugar se cree que se alzaba la conocida como Torre Gaona de la muralla islámica.
Aún se encontraba en fase de construcción en 1613.
En la primera mitad del siglo XVII la torre fue representada en la Maqueta del Alcázar de Madrid encargada por Crescenzi.
En el incendio que destruyó en su mayor parte el Real Alcázar de Madrid, la Torre Bahona no resultó dañada de forma estructural.

## Descripción

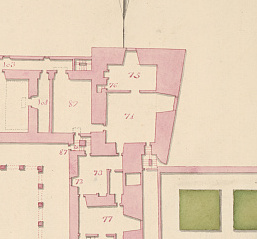
En el centro de la imagen, la planta del piso bajo de la Torre Bahona, debajo a la izquierda el patio de la Reina y debajo a la derecha el jardín de la Reina. (Detalle de una copia del Plano de Gómez de Mora de principios del s. XVIII)

La torre se situaba en la esquina más al noreste de la residencia real. Estaba realizada en piedra sobre una parte cuadrangular irregular. Contaba con cinco pisos que incluía una galería o mirador en su parte superior. En la Torre Bahona se situaban distintas estancias en cada uno de los pisos, siendo especialmente notables:
- En su piso bajo, formó parte del cuarto de Francisco de Sandoval, I duque de Lerma y después, de Baltasar de Zúñiga.[3]En 1625, según el Plano de Gómez de Mora, estaban destinadas a las criadas de la condesa-duquesa de Olivares (74, 75 y 76).[4] Posteriormente, pasaría a ser parte del Cuarto bajo de la Reina. En este piso la torre contaba con una escalera en su ángulo sudeste que permitía el acceso al jardín de la Reina.
- En el cuarto principal, formó parte del cuarto de la Reina o de los cuartos de los Infantes. Por ejemplo, en 1625, según el Plano de Gómez de Mora, albergaba el cuarto (61) y oratorio (65) de la infanta María Eugenia.
- El último piso, rodeado por una galería formada por una logia con arcos. Algunos autores creen que este mirador o galería pudo albergar parte de la colección de estatuas clásicas que albergaba el Alcázar.